# Imusicapella
Imusicapella ist ein philippinischer A-cappella-Chor, der international auftritt.
Der Chor stammt aus der Stadtgemeinde Imus in der Provinz Cavite, die sich auf der nördlichen Insel Luzon der Philippinen befindet. Zum Repertoire des Chores gehören Chorwerke aus verschiedenen Jahrhunderten, internationale Folklore, Gospels und Spirituals. Gegründet wurde er im Jahr 2002; geleitet wird er von Tristan Ignacio. Auf seiner Europa-Tournee 2011 trat er in Deutschland in Alzenau-Kälberau, Aschaffenburg, Bonn, Dieringhausen, Limburg, Ludwigshafen-Edigheim, Schwabach, Siegen-Wittgenstein, Stuhr und in Waldaschaff auf. Bei Chorwettbewerben belegte er vordere Plätze.

## Auszeichnungen
| Jahr | Ort                          | Land               | Wettbewerb                                                     | Auszeichnungen erhalten |
| ---- | ---------------------------- | ------------------ | -------------------------------------------------------------- | --- |
| 2019 | Arezzo                       | Italien            | 31. Europäischer Grand Prix für Chorgesang                     | - Finalistin |
| 2019 | Baden                        | Österreich         | 4. Internationaler Chorwettbewerb “Ave Verum”                  | - GRAND PRIX AVE VERUM - 2. Preis, Kategorie gemischter Chor |
| 2019 | Marktoberdorf                | Deutschland        | 16. Internationaler Kammerchor-Wettbewerb Marktoberdorf        | - 2. Preis, Kategorie Gemischter Kammerchor |
| 2018 | Gorizia                      | Italien            | 57. Concorso Internazionale di Canto Corale C.A. Seghizzi      | - GRAND PRIX SEGHIZZI - 1. Preis, Finale, Kategorie Polyphone (zeitgenössisch) - 1. Preis, Semifinale, Kategorie Polyphone (zeitgenössisch) - 1. Preis, Finale, Kategorie Pop und Jazz - 1. Preis, Semifinale, Kategorie Pop und Jazz - 1. Preis, Unificate 1 - Publikumspreis - Preis für die beste Choreographie - Andrea Georgi Preis, der Preis für den besten Dirigenten für Tristan Caliston Ignacio - Giuseppe Radole Preis – für die beste Aufführung einer religiösen polyphonen Komposition - Premio Voci Miste – für den gemischtstimmigen Chor mit der höchsten absoluten Note - Premio Speciale Gruppi Cameristici – für den Kammerchor (9–20 Mitglieder), der die höchste absolute Note erhielt |
| 2018 | Debrecen                     | Ungarn             | 28. Béla Bartók International Choir Competition                | - 1. Preis, Kategorie Kammerchor - Sonderpreis für eine hervorragende Dirigierleistung für Tristan Caliston Ignacio - Sonderpreis für ein hervorragendes Einführungsvideo |
| 2018 | Tours                        | Frankreich         | 47. Florilège Vocal de Tours                                   | - GRAND PRIX DE LA VILLE DE TOURS - 1. Preis, Kategorie Vokalensemble - Publikumspreis - Preis für die beste Inszenierung |
| 2018 | Warna                        | Bulgarien          | 39. Internationaler Mai-Chorwettbewerb “Prof. Georgi Dimitrov” | - GRAND PRIX WARNA - 1. Preis, Kategorie Kammerchor - Beste Interpretation eines bulgarischen Stückes durch einen ausländischen Chor |
| 2017 | Takarazuka                   | Japan              | 33. Takarazuka International Chamber Chorus Contest            | - Gesamt 1. Preis – GRAND PRIX - Gesamt 2. Preis - Publikumspreis |
| 2015 | Arezzo                       | Italien            | 63. Concorso Polifonico Internazionale „Guido d’Arezzo“        | - 1. Preis, Kategorie Gemischter Chor - 1. Preis, Kategorie Volksmusik - 2. Preis, Vokalensemble (ohne erklärten 1. Preisträger) |
| 2015 | Torrevieja                   | Spanien            | 61. Certamen Internacional de Habaneras Y Polifonia            | - 2. Preis, Kategorie Polyphonie |
| 2015 | Spittal an der Drau          | Österreich         | 52. Internationaler Chorwettbewerb Schloss Porcia              | - 1. Preis, Kategorie Kunstlied - 2. Preis, Kategorie Volksmusik - Günther-Mittergradnegger-Preis für Tristan Ignacio für die beste Interpretation eines zeitgenössischen Chorwerks |
| 2013 | Yeosu                        | Südkorea           | 1. Internationaler Chorwettbewerb Yeosu                        | - 3. Preis, Kategorie Gemischter Chor - 3. Preis, Kategorie Kirchenmusik - 3. Preis, Kategorie Volksmusik |
| 2012 | Busan                        | Südkorea           | 8. Busan Choral Festival and Competition                       | - GRAND PRIX |
| 2011 | Mainhausen                   | Deutschland        | 9. Internationale Chortage Mainhausen                          | - 1. Preis, Kategorie Gemischter Chor - 3. Preis, Kategorie Pop, Jazz und Spiritual |
| 2011 | Lindenholzhausen             | Deutschland        | 6. Harmonie Festival                                           | - 1. Preis, Kategorie Vokalensemble - 2. Preis, Kategorie Gemischter Chor - Dirigentenpreis für Tristan Caliston Ignacio einen Sonderpreis für herausragende künstlerische Leistungen |
| 2011 | Tours                        | Frankreich         | 40. Florilège Vocal de Tours                                   | - 1. Preis, Kategorie Freie Meinungsäußerung - 3. Preis, Kategorie Gemischtes Vokalensemble |
| 2007 | San Luis Obispo, Kalifornien | Vereinigte Staaten | 1. California International Choral Festival & Competition      | - 1. Preis, erforderliche Musikkategorie - 1. Preis, Kategorie Volksmusik - 2. Preis, Kategorie Chorwahl - Publikumspreis |
| 2007 | Marktoberdorf                | Deutschland        | 10. Internationaler Kammerchor-Wettbewerb Marktoberdorf        | - 4. Platz, Kategorie Gemischter Chor - Publikumspreis - Pro Musica Viva Maria Strecker-Daelen-Preis für Tristan Caliston Ignacio für die beste dirigentische Leistung zur Interpretation eines zeitgenössischen Chorwerkes |
| 2007 | Montreux                     | Schweiz            | 43. Montreux Choral Festival                                   | - 1. Preis / Jurypreis - Preis für die beste Programmierung & Interpretation - Publikumspreis |
| 2005 | Sopot                        | Polen              | 1. Międzynarodowy Festiwal Chóralny „Mundus Cantat Sopot“      | - GRAND PRIX - 1. Preis, Kategorie Gospel, Spiritual und Jazz - 1. Preis, Kategorie Volksmusik - 2. Preis, Kategorie geistliche Musik |
| 2005 | Lindenholzhausen             | Deutschland        | 5. Harmonie Festival                                           | - 1. Preis, Kategorie Vokalensemble |
| 2003 | Arezzo                       | Italien            | 51. Concorso Polifonico Internazionale „Guido d’Arezzo“        | - 4. Platz, Kategorie Polyphonie |
| 2003 | Neuchâtel                    | Schweiz            | 10. Festival Choral International de Neuchâtel                 | - GRAND PRIX - Publikumspreis |
| 2003 | Wernigerode                  | Deutschland        | 3. Internationales Johannes Brahms Chorfestival & Wettbewerb   | - 2. Platz, Kategorie Gospel und Spirituelle - 3. Platz, Kategorie Volksmusik - 5. Platz, Kategorie Gemischter Chor |

## Diskografie
- You are the light. j.b.music (Jürgen Bruch), Hilchenbach [2003]
- One more gift. j.b.music (Jürgen Bruch), Hilchenbach 2005
- Joy to the world. j.b.music (Jürgen Bruch), Hilchenbach 2005
- Cantate Domino. 2011
- I'll Make Music. 2015
- Imagine. 2018
- Go the Distance. 2019
- Under the Heavens. 2024